# Мильгуново (Мордовия)
Мильгуново — упразднённый посёлок в Ичалковском районе Республики Мордовия России. Входил в состав Парадеевского сельского поселения. Исключен из учётных данных в 2007 году.

## География
Располагался в истоке реки Салостлейка, у окраины Лобаскинского леса, в 4 км к юго-западу от села Парадеево.

## История
Основан в начале 1930-х годов переселенцами из села Камаево.

## Население
| 2002 | 2010 |
| ---- | ---- |
| 9    | ↘0   |

Национальный состав
Согласно результатам переписи 2002 года, в национальной структуре населения русские составляли 56 %, мордва-эрзя — 44 %